# Chris Lattner

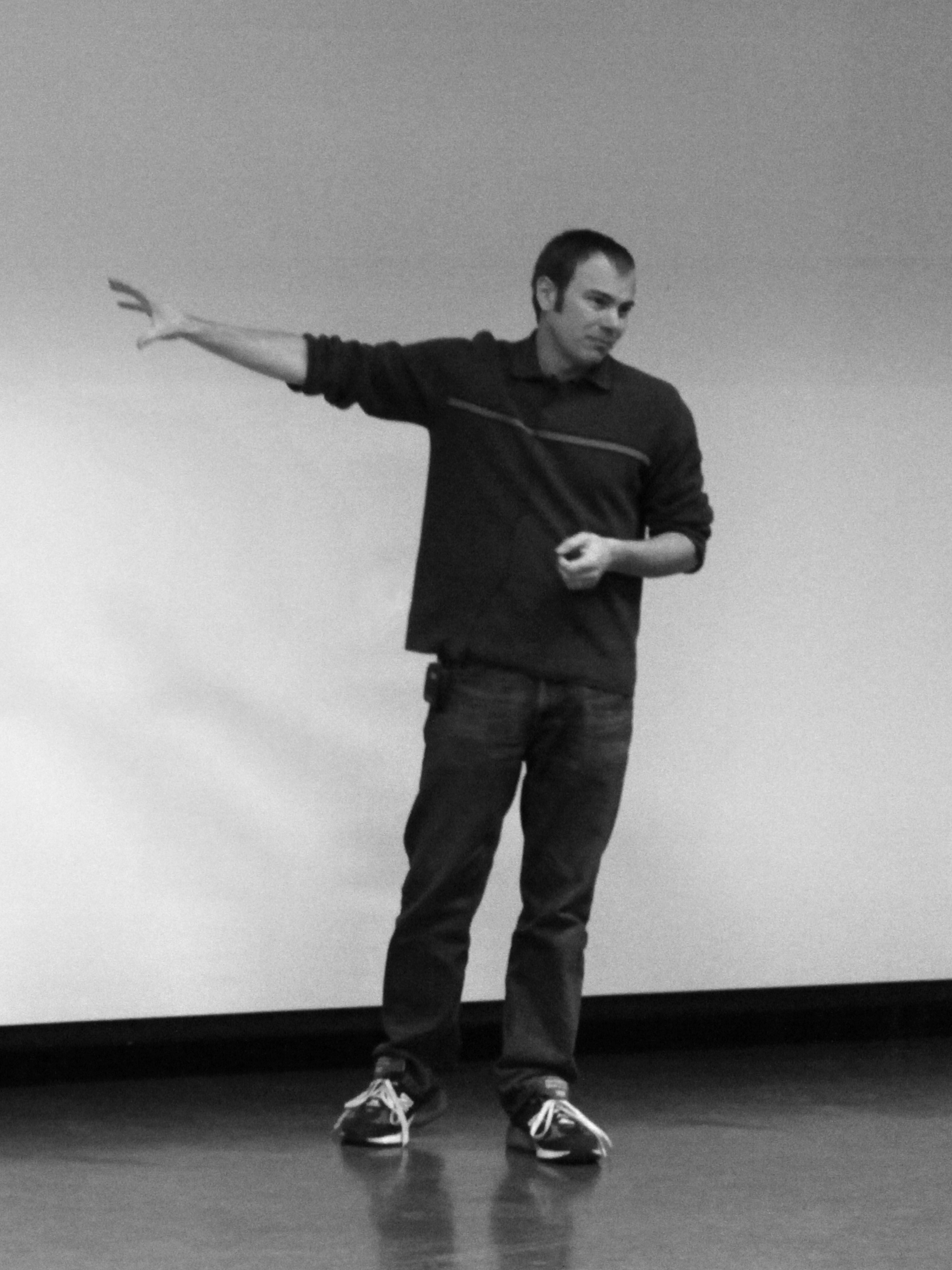
Chris Lattner, FOSDEM 2011, Vortrag über LLVM

Chris Lattner (* 1978) ist ein US-amerikanischer Informatiker.
Lattner studierte Informatik an der University of Portland mit dem Bachelor-Abschluss 2000 und setzte sein Studium an der University of Illinois at Urbana-Champaign fort. Dort arbeitete er mit Vikram Adve zusammen an der Entwicklung von LLVM, ein Projekt für Infrastruktur zum Optimieren von Compilern. Er erwarb dabei den Master-Abschluss und wurde 2005 promoviert (Macroscopic Data Structure Analysis and Optimization). Danach ging er zu Apple, wo er die LLVM-Technologie in verschiedenen Produkten anwandte (Clang, Xcode, Instruments, Swift, JIT-OpenGL-Compiler u. a.). Teilweise sind seine Entwicklungen auch Open-Source-Software (wie bei dem LLDB Debugger). Zuletzt war er bei Apple Senior Director und Architekt des Developer Tools Department. Nachdem er 2017 kurze Zeit für Tesla an deren Autopilot-Projekt arbeitete, wechselte er zu Google, wo er am Google Brain Projekt arbeitet. Er ist Senior Director und Distinguished Engineer im TensorFlow-Team. Ab Januar 2020 arbeitet Chris Lattner als Leiter des RISC-V Software and Platform Engineering Teams bei SiFive. Seit Anfang 2022 ist er CEO der von ihm mitgegründeten Modular Inc.
Seine Ehefrau Tanya Lattner ist ebenfalls Informatikerin und seit 2015 Präsidentin der LLVM Foundation.
2010 erhielt er den ersten ACM SIGPLAN Programming Languages Software Award für LLVM. 2012 erhielt er den ACM Software System Award.